# Shigefumi Matsuzawa
Pour les articles homonymes, voir Matsuzawa.
Shigefumi Matsuzawa (松沢 成文, Matsuzawa Shigefumi) est un homme politique japonais, né le 2 avril 1958 à Kawasaki.
Il est élu au poste de gouverneur de la préfecture de Kanagawa en 2003.
Il rejoint à sa création Kibō no tō, parti politique fondé le 25 septembre 2017 par la gouverneure de Tokyo, Yuriko Koike.